# Tokugawa Iesada
Tokugawa Iesada, (徳川 家定), född den 6 maj 1824 i Edo var den trettonde shogunen i Tokugawa-shongunatet. Han regerade från 1853 till 1858.

## Biografi
Iesada föddes på Edoslottet som den fjärde sonen till den tolfte shogunen, Tokugawa Ieyoshioch hade konkubinen Honjuin som moder. Eftersom de flesta av Ieyoshis barn dog som spädbarn eller i barndomen blev Iesada vid tidig ålder utsedd till efterträdare. Han fick ha sparsam kontakt med omgivningen för att inte dra på sig sjukdomar och hade haft smittkoppor som liten.
Vid Tokugawa Ienaris död 1841 ifrågasattes lämpligheten med Iesada som Ieyoshis efterträdare. Han var fysiskt klen, hade svårt att tala och orkade sällan sitta upp för mer än en halvtimme åt gången och led förmodligen av epilepsi. Han var barnlös och skulle knappast få några barn. Tokugawa Yoshinobu nämndes som en mer lämplig efterträdare. Detta motsatte sig dock rōjū Abe Masahiro kraftigt och Iesada blev kvar som första val.

## Shogun
Iesada blev shogun vid 29 års ålder när hans fader hastigt gick bort och var den som fick föra handelsavtalet med amerikanerna i mål.
Redan vid sitt tillträde var Iesada vid dålig hälsa och kom inte att spela någon direkt roll i förhandlingarna utan lämnade ansvaret till Abe Masahiro. Kanagawa-konventionen undertecknades den 31 mars 1854. Chefsrådgivaren Masahiro dog strax efteråt och ersattes som rōjū av Hotta Masayoshi. Konventionen har setts som en vändpunkt för shogunatet och början till dess slut. Den strikta isolationismen bryts och ”västerlandiseringen” påbörjas. Ett liknande avtal med Storbritannien sluts i oktober samma år och året efter med Ryssland och Nederländerna.
Iesadas år vid makten kom också att präglas av katastrofer. Den 4-7 november 1854 drabbades Japan av jordbävningen i Nankaidō med efterföljande tsunami. Totalt omkom 80 000 människor. Detta följdes av en ny jordbävning i Tōkai den 23 december samma år. Den jordbävningen drabbades huvudsakligen Tōkai-regionen, med drygt 2 000 döda och med byggnader som raserade så långt från epicentrum som i Edo. Dagen därpå, den 24 december 1854 drabbades Nankai, också i Tōkai-regionen, av ett kraftigt jordskalv med mer än 10 000 döda.
En omfattande koleraepidemi grasserade 1858-1860 och beräknas ha krävt 100 000-200 000 dödsoffer bara i Edo. Ieasada dog barnlös 1858, möjligen som ett av offren för koleraepidemin. Efter sin död i augusti 1858 begravdes Ieharu vid Tokugawa-klanens tempel i Kan'ei-ji. 
Den tolvårige Iemochi blev Iesadas efterföljare, ett kontroversiellt val. Han hade adopterats av den barnlöse Iesada samma år och flera lämpade kandidater framfördes som bättre skickade än den tolvårige pojken. Shogunatet slöt dock så småningom upp bakom valet, som kom att sluta i blodiga utrensningar under Ansei-erans sista år.

## Perioderna i Iesadas shogunat
Shogunernas regeringstid brukar indelas i perioder eller eror (nengō).
- Kaei   (1848–1854)
- Ansei  (1854–1860)